# Vestischer Höhenrücken
Der Vestische Höhenrücken ist ein flachwelliger, maximal knapp 114 m über NHN hoher und damit seine umgebenden Flusstäler um rund 60 bis 70 m überragender Höhenzug im nördlichen Ruhrgebiet. Er ist naturräumlich Teil der Haupteinheit Emscherland und erhebt sich zwischen dem Übergang des Dortmund-Ems-Kanals in den Rhein-Herne-Kanal im Osten, der Emscher im Süden, der Boye im Südwesten bis Westen, dem Schölsbach im Nordwesten, einem Altwasser der Lippe im Norden sowie dem Sickingmühlenbach und dessen Quelllauf Silvertbach im Nordosten. Emscher, Boye und Lippe fließen in einiger Entfernung.
Der Vestische Höhenrücken liegt größtenteils im Kreis Recklinghausen und bildet das Kernland des ehemaligen Vestes, aus dem der Kreis, mit einigen Grenzänderungen, hervorgegangen ist. Sein Ostteil, der Recklinghauser Lößrücken, rahmt an seiner Südflanke, im Norden des Ballungsraumes Ruhrgebiet, über Ostviertel, Nordviertel und Westviertel von Ost nach West die Innenstadt der Kreisstadt Recklinghausen (ohne Südstadt) und passiert dann den Norden der Stadt Herten mit Scherlebeck, Langenbochum/Paschenberg und Westerholt. Am Westerholter Sattel sinkt die Scharte auf 70,5 m und der Westteil des Rückens, der bis 94,3 m erreichende Buersche Höhenrücken verläuft unmittelbar durch das Zentrum des heute zu Gelsenkirchen gehörenden Stadtteils Buer und den Norden der Stadt Gladbeck mit Zweckel. Die Nordflanke umfasst neben dem Norden der ehemaligen Stadt Buer (Westfalen) (Scholven) auch ländliche Gebiete.
Die höchsten künstlichen Erhebungen der Landschaft stellen heute die Abraumhalden dar, allen voran die am Nordrand des Buerschen Rückens gelegene Halde Oberscholven mit 201,8 m über NHN. Die Letztere wird noch deutlich von den benachbarten, vom Bodenniveau aus 302 m hohen Schornsteinen überragt. Im Kammbereich des Rückens stehen viele weithin sichtbare Landmarken wie das Rathaus Buer, das Fördergerüst von Schacht 4 der Zeche Schlägel & Eisen, die Wassertürme Herten, das Knappschaftskrankenhaus Recklinghausen und der Wasserturm Ost in Recklinghausen.

## Grenzen
Zwar werden fast alle Grenzen der Teillandschaften des Rückens auf den naturräumlichen Feingliederungen auf Blatt 95/96 Kleve/Wesel als „linienhaft festlegbar“ eingezeichnet (lediglich die in Erkenschwick nicht), jedoch sind nur wenige Grenzen in natürlicher Weise festgelegt – wie etwa die A 31 als scharfe Westgrenze oder der Steilhang des Kuniberg im Recklinghäuser Ostviertel zur flachwelligen Innenstadt. Eine gute Annäherung bietet die 75-m-Höhenlinie, die in ebendieser Innenstadt der gefühlten Realität Genüge leistet, dass im Paulusviertel die Pauluskirche und das Hittorf-Gymnasium bereits auf dem Höhenrücken liegen, das Prosper-Hospital jedoch nicht mehr. Nimmt man die 75 m-Grenze, so liegen von der Innenstadt nur Gymnasium Petrinum und Feuerwache randlich auf dem Rücken und der Bereich der Christuskirche nebst unterstem Teil der Dorstener Straße bis zum Rand des Stadtgartens, nominell Westviertel, liegen noch nicht drauf, ebenso wenig wie der komplette Bereich des Hauptbahnhofs und das Marie-Curie-Gymnasium im nominellen Nordviertel. Die Höhenlage dieser Grenze müsste man nach Westen (Herten, Buer), wo die Geländehöhen allgemein etwas sinken, etwas herabsetzen. In Nähe der Quelle des Loemühlenbachs und in Richtung Erkenschwick wäre sie eher auf etwa 85 m anzuheben.
Eine ganz gute Abgrenzung des Rückens zeigt indes auch der Bezug auf eine seiner inneren Eigenschaften. Der Rücken ist, ähnlich wie die Haard, fast frei von Bachtälern. Die teils in Trockentälern versickernden Bachläufe treten erst unmittelbar am Rand des Rückens, wo viele alte Siedlungskerne liegen, zutage. Verbindet man also die Ursprünge und Quellen der Bäche, enthält man ebenfalls eine ganz gute ungefähre Abgrenzung – siehe #Quellen und Siedlungskerne.

## Naturräumliche Gliederung
Der Vestische Lößrücken gliedert sich wie folgt:
- (zu 543 Emscherland)
  - 543.0 Vestischer Höhenrücken (Recklinghäuser Landrücken)
    - 543.00 Recklinghäuser Lößrücken → Kammlinie
    - 543.01 Buerscher Höhenrücken → Kammlinie
    - 543.02 Marler Flachwellen

Der Vestische Höhenrücken teilt sich auf in den bis knapp 114 m über NN hohen Recklinghäuser Lößrücken um Recklinghausen im Osten, den bis 94,3 m über NN hohen Buerschen Höhenrücken bei und nordwestlich von Gelsenkirchen-Buer im Westen sowie die Marler Flachwellen um Marl im Norden, die sich geomorphologisch deutlich vom eigentlichen Rücken unterscheiden und nicht Gegenstand dieses Artikels sind.
Der Recklinghäuser Lößrücken zieht sich in Form eines nach Süden offenen Halbkreises vom Wasserturm auf dem Fritzberg (114 m) im Osten zum Wasserturm Herten-Scherlebeck (107 m), dicht der westlichen Stadtgrenze, um die Recklinghäuser Innenstadt. Er weist insgesamt einen höheren Lößanteil – Lößlehm, randlich auch Sandlöß – als die anderen Teillandschaften auf. Die natürliche Waldgesellschaft stellt der Rotbuchenwald dar, woran kleine Inseln, wie z. B. das Loh, inzwischen Naturschutzgebiet, im Osten der Kreisstadt erinnern. Einst erstreckte sich das Loh vom heutigen Standort aus nach Norden bis zur Dortmunder Straße und nach Westen bis zum Ostcharweg, der historischen Westgrenze der Landgemeinde Recklinghausen. Nach Südwesten schloss es so gerade noch das Gebiet des bewaldeten Trockentals und ebenfalls heutigen NSGs Johannistal ein.
In Herten-Westerholt geht der Recklinghäuser Lößrücken nach Westen in den Buerschen Höhenrücken über, der auf der Löchterheide, im Osten der (ehemaligen) Kernstadt Buers, seinen Höhenschwerpunkt mit 94 m bereits im Südosten findet und nach Nordwesten hin sehr allmählich abflacht. Am Südrand sind noch inselartig im kleinen Naturschutzgebiet Im Deipen Gatt Reste des ursprünglichen Buchen-, Eichen-Hainbuchen- und Erlen-Eschen-Auwaldes erhalten.
Nach Nordwesten wird der Recklinghäuser Lößrücken von den flachwelligen, nur 50–85 m hohen Marler Flachwellen um Marl zur Lippe hin abgedacht. Hier treten nur am Südrand vereinzelt noch Sandlöß-Inseln auf. Die Flächen der Geländewellen werden landwirtschaftlich genutzt, die etwa 10 Meter unterhalb der Höhenpunkte liegenden Bachtäler neigen zur Versumpfung und dienen als Weideland. Die Marler Flachwellen werden nach Osten durch das Erkenschwicker Tal fortgesetzt, das zwischen Höhenrücken und Haard von West nach Ost zunächst bachaufwärts dem Silvertbach und dann bachabwärts dem (Westerbach/)Dattelner Mühlenbach folgt. Das Erkenschwicker Tal im weiteren Sinne besteht aus dem Tal selber und den nach Norden den Übergang zur Haard einleitenden Sinsener Flachwellen, beides Teile der Oer-Waltroper Flachwellen.
Nach Osten flacht der Höhenrücken zur Emscher-Lippe-Platte, ebenfalls Oer-Waltroper Flachwellen, ab, auf der auch das Schiffshebewerk Henrichenburg liegt, wo das Kanalniveau von 56,5 m auf 70 m angehoben wird.

## Kammlinie
Der naturräumlichen Gliederung analog teilt sich die Kammlinie, die gleichzeitig die Wasserscheide zwischen Emscher und Lippe darstellt, in einen östlichen Teil, der sich um die Recklinghäuser Innenstadt zieht, und einen westlichen Teil, der von Gelsenkirchen-Buer nach Nordwesten ausläuft. Die Trennlinie verläuft am sogenannten Westerholter Sattel über die von Nord nach Süd verlaufende L 630/L 511, die mehrfach ihren Namen ändert (Heidestraße, Storcksmährstraße, Hertener Straße, Bochumer Straße, Böningstraße) und den niedrigsten Pass über den Höhenrücken bildet. Der Sattel bzw. die Scharte liegt auf 70,5 m an der Kreuzung mit der kammnahen, von Osten kommenden Westerholter Straße, welche diese Kreuzung allerdings bereits als Hertener Straße erreicht und bis dort die L 511 bildet.

### Recklinghäuser Lößrücken
Laut Einzeichnung auf Blatt 95/96 Kleve/Wesel begönne der Höhenrücken bereits in Datteln-Meckinghoven Unmittelbar östlich passiert das Verbindungsstück zwischen dem Rhein-Herne-Kanal und dem Dortmund-Ems-Kanal auf 56,6 m, auf das von Südosten der Stichkanal vom Hafen Dortmund in etwa 70 m Höhe stößt, welches auszugleichen Aufgabe der Schleuse Henrichenburg ist. Dies entspricht aber nicht ganz den geomorphologischen Gegebenheiten – der Kamm um Horneburg erreicht mit um 78 m kaum mehr Höhe als der Dattelner Berg (73 m) nordwestlich Dattelns, die Anhöhen um Waltrop erreichen ebenfalls um 78 m. Daher ist der Bereich um Horneburg eher der Emsche-Lippe-Platte bzw. deren Übereinheit Oer-Waltroper Flachwellen zuzurechnen, zu der auch das Erkenschwicker Tal gehört.
Die Straße Hochfeld zwischen Horneburg und Suderwich erreicht ihre höchste Höhe von knapp über 80 m (⊙) südwestlich der Stadtgrenze und der dortigen Baumschule/Gärtnerei, also bereits im Stadtgebiet Recklinghausens. Von diesem Punkt, den man als einen Randpunkt des Rückens ansehen könnte, verläuft die Wasserscheide nach Nordwesten zum knapp östlich der Essel im Norden und Suderwich im Süden gelegenen Naturdenkmal Hagelkreuz bei Essel (mit Weide und Findling, siehe Denkmalliste), der kaum höher liegt, an dem die Wasserscheide jedoch ihre Richtung in Westsüdwest ändert (⊙). Auf den etwa 710 horizontalen Metern bis zur Basis des Lohwegs steig die Geländehöhe am Kamm von 81 m auf 90,8 m, was einer durchschnittlichen Steigung von 1,4 % entspricht. In Querrichtung, zwischen den beiden genannten Recklinghäuser Ortsteilen, nimmt der Kamm eine Rippenform an und erhebt sich insbesondere vergleichsweise steil zu beiden Ortsteilen. So steigt das Gelände z. B. von Essel bis zum Anfang des Lohwegs auf 500 Metern waagerechter Strecke von 80 auf 100 m (4 % Steigung). Hier verläuft also auch die Nordflanke vergleichsweise steil, was weiter westlich der zur Emscher weisenden Südflanke vorbehalten bleibt.

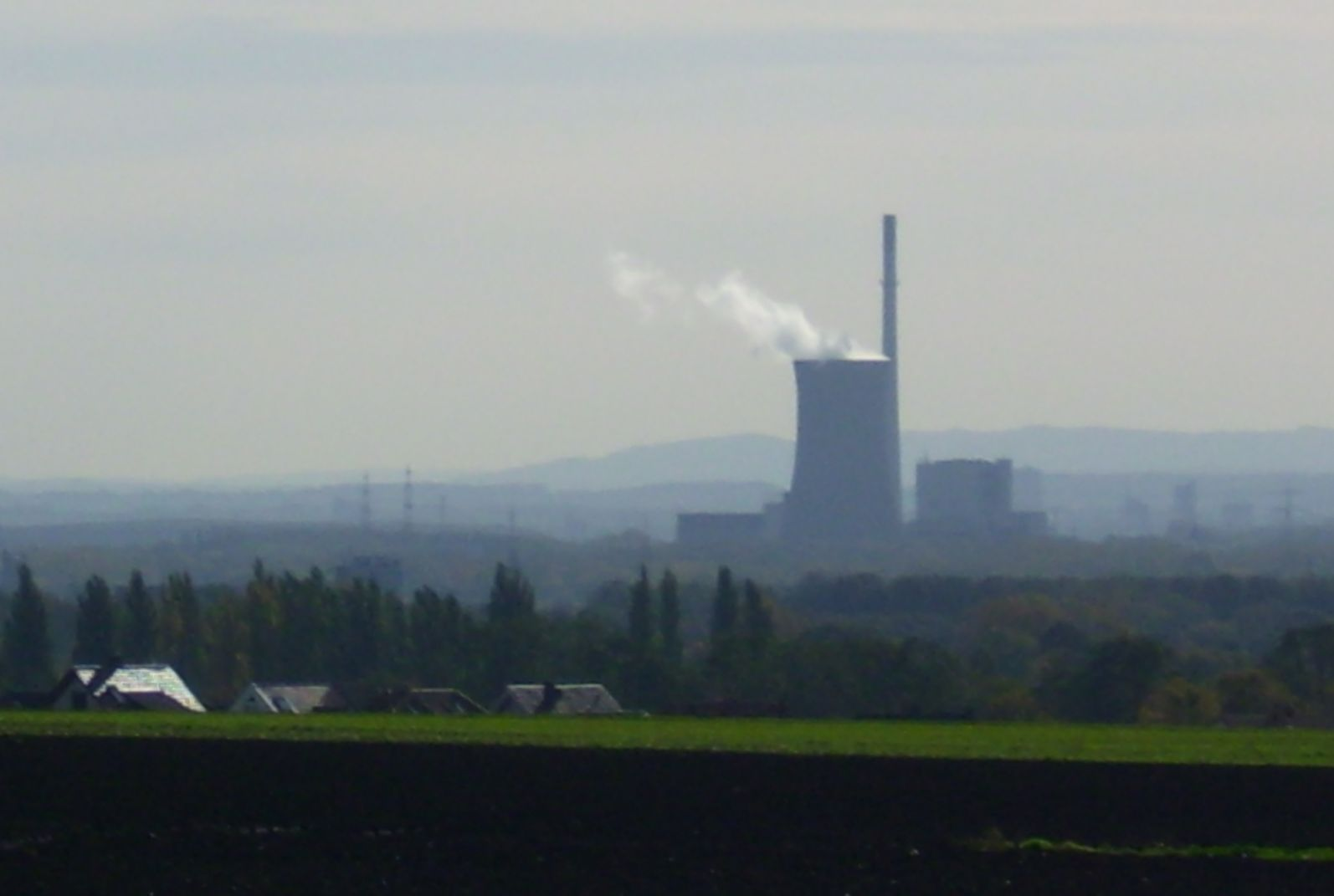
Blick vom östlicheren Höhenrücken (Bergstr. in Recklinghausen, unweit des Wäldchens Loh, höchste Stelle auf 105,8 m) nach Südosten; im Zentrum Kraftwerk Gustav Knepper (9,2 km entfernt); links im Vordergrund Randgebiete Suderwichs.

Am östlichsten Lohwegabschnitt (bis zum Knick) steigt die Höhe auf weiteren 240 Metern auf 98,1 m, was sogar gut 3 % entspricht. Weitere 380 m in diese Richtung bei durchschnittlich 1,6 % Steigung liegt der gut 104 m hohe erste wirkliche Gipfel des Höhenrückens im Bereich einer vom Frankenweg (Suderwich) anfahrbaren Gärtnerei (⊙). Ab diesem Gipfel ist der Kamm weitgehend frei von steileren Anstiegen und Gefällen; auf den 1,5 km bis zur höchsten Stelle des Rückens werden keine 10 Höhenmeter mehr gemacht; der dem nahen Kamm parallele Lohweg ist ein Höhenweg mit Aussicht in beide Richtungen, insbesondere aber zur Haard mit dem Stimberg im Norden.
Südwestlich des Lohs, ein Buchenhain mit Trockental und inzwischen auch Naturschutzgebiet, befindet sich am Modellflugplatz auf gut 108 m ein markanter Aussichtspunkt (⊙). Erstaunlich für die hiesige Höhenlage ist die Fernsicht nach Südosten und Süden über das Ardeygebirge hinweg bis zur knapp 50 km entfernten, bis 546 m hohen Iserlohner Höhe (siehe nebenstehendes Bild, unmittelbar hinter dem Kraftwerk Knepper) und darüber hinaus; bei optimaler Sicht können auch um 90 km entfernte Einzelberge des Rothaargebirges ausgemacht werden.

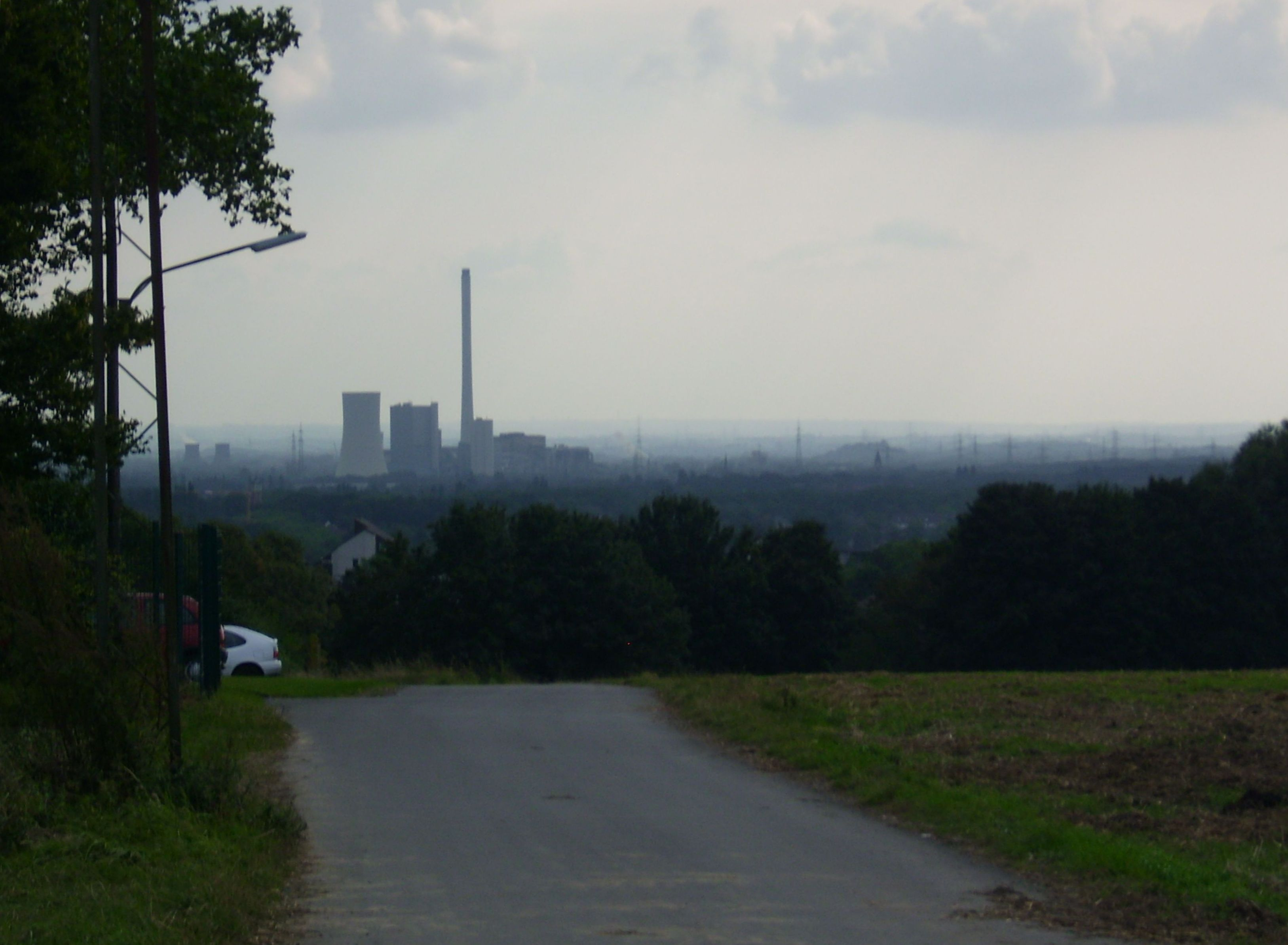
Steiler Südabfall am Fritzberg; im Hintergrund Kraftwerk Herne und Höhenzüge des Sauerlandes.

Knapp 500 m nordnordwestlich des Modellflugplatzes liegt, bereits in der Lohwegsiedlung und auf etwa 111 m der Wasserscheidepunkt, wo auf Emscherseite das Einzugsgebiet des Hellbachs beginnt, zu dem fast die ganze Siedlung bzw. das ganze Ostviertel entwässert. An der hier abzweigenden östlichen Hellbach-Wasserscheide, knapp 700 Meter westnordwestlich des Modellflugplatzes, befindet sich der Fritzberg, mit knapp 114 m höchster Punkt des Rückens (⊙); in nächster Nähe steht der alte Wasserturm Recklinghausen, 150 m südwestlich davon der 90 m hohe Fernmeldeturm auf fast gleicher Höhe. Der Höhenweg fällt südlich des Fernmeldeturmes auf nur 250 Metern um 20 m von 105 m auf 85 m (8 % Gefälle) zum Wohngebiet Quellberg, wo das Gelände nach Südwesten bis zum Hellbach an der Eisenbahntrasse noch weiter zunächst steiler, dann sanft bis auf 60 m absinkt (durchschnittlich 25 m auf 1,2 km, also rund 2 %). Vom Funkturm zur Innenstadt hin nach Westen fällt das Gelände auf gut 1,5 km auf etwa 70 m (durchschnittlich 2,7 %).
Nur 170 Meter nordöstlich des erwähnten Wasserscheidepunktes liegt, ebenfalls am Rand der Lohweg-Siedlung, der bedeutendere Wasserscheidepunkt zwischen dem Hellbach und, auf der Lippeseite, dem Dattelner Mühlenbach und dem Silvertbach, der fortan die Nordflanke entwässert. Die Hauptwasserscheide rahmt hier mehr oder minder die Lohwegsiedlung von Osten und dann Norden, bis sie am Höhenweg, der alten Westgrenze der Landgemeinde Recklinghausens (und Essels) zur Stadt, an bzw. unweit neben dem weiter südlich der Wasserturm steht. Hier nimmt die Wasserscheide ziemlich genau die Wegrichtung an bis zum Hinsberg (100,5 m; ⊙).
Die Kammlinie umkreist nunmehr die Kernstadt nördlich, wobei das Gelände immer über 93 m bleibt (Sportplatz Lange Wanne: 93,6 m), bis die Bahntrasse die Wasserscheide auf etwa 85 m kreuzt (⊙), interessanterweise in etwa auf der Geländehöhe der 750 Meter südlicher gelegenen Oerbrücke, die allerdings eine auf etwa 77 m fahrende Bahn überquert. Die Trasse ist hier noch tiefer eingegraben, in unmittelbarer Nachbarschaft werden knapp 100 m erreicht. Ein ebenerdiger Bahnübergang auf gut 80 m findet sich erst 900 Meter weiter nördlich in Börste, Stadtteil Speckhorn/Bockholt.
Nunmehr im Nordviertel werden am Nordrand des Nordfriedhofes wieder 100 m erreicht und schließlich, zwischen Halterner Straße und Beisinger Weg, 108,5 m (⊙). Theoretisch ist dies der auf alten Karten eingezeichnete „Romberg“ – allerdings wähnte man damals (Preußische Uraufnahme, Preußische Neuaufnahme) den Gipfel östlich der Halterner Straße. Andererseits wird im sich anschließenden Westviertel ohne nennenswerte Scharte dazwischen der nächsthöhere Gipfel erreicht:
Westlich des Stadtgartens, zwischen der Sternwarte und dem Knappschaftskrankenhaus, am Stübbenberg, werden fast wieder Fritzberghöhen erreicht: Unmittelbar südöstlich der Kreuzung der Dorstener Straße mit Zeppelinstraße und Westring (Einmünden in die B225) sind es 110,8 m (⊙). Weiter südwestlich erreicht das Gelände unmittelbar nordwestlich der Wassertürme (Herten-Scherlebeck, unmittelbar westlich der Stadtgrenze) nochmals um 107 m (⊙). Weiter nach Südwesten bleibt der Kamm bis zur Anhöhe unmittelbar südlich der Westerholter Straße, im Norden des Stadtteils Paschenberg (101 m; ⊙) über 98 m; die erwähnte Anhöhe ist nicht nur höchster Punkt Paschenbergs, sondern an ihrem Rand findet sich auch, mit immer noch gut 100 m, der höchste Punkt des nördlich benachbarten Stadtteils Langenbochum. Im Stadtteil Paschenberg nimmt nach Süden die Höhe innerhalb von 440 m Strecke von 90 m auf 60 m an der Bahntrasse ab (7 % Gefälle), schließlich westlich des Schlosses Herten auf unter 50 m. Dieser Hang ist Namensgeber von Paschenberg. Das Feld im Westen des Stadtteils hat den Flurnamen Ebbelicher Berg und liegt auf dem Gebiet der früheren Bauerschaft Ebbelich, deren Wohnplatz im Westen des Stadtteils Mitte liegt.
Der Kamm indes läuft demgegenüber in westsüdwestliche Richtung bis zum Ortsteil Westerholt aus, wo er am Westerholter Sattel seine Scharte auf etwa 70,5 m erreicht (⊙). Hier endet der Recklinghauser Lößrücken und beginnt der Buersche Höhenrücken.

### Buerscher Höhenrücken
Von Westerholt steigt der Rücken nach Südsüdwesten wieder an; der höchste Punkt der Westerholter Gemarkung ist gleichzeitig ihr südwestlichster und erreicht 87 m, auf der Löchterheide im Osten (Gelsenkirchen-)Buers werden 94,3 m erreicht (⊙), an der Einmündung der Westerholter Straße in den Ostring sind es noch 94,0 m. Im Süden Buers fällt dabei der Hang nach Süden innerhalb von nur 250 Metern von 80 auf 60 m über NN (8 % Gefälle). 5 km südsüdwestlich der erwähnten Kreuzung liegt der Wasserspiegel des niedrigeren Beckens am Hafen Gelsenkirchen auf nur 29 m über NN und damit 65 m tiefer als der Rücken. Bis hier reicht wetterabhängig auch die Aussicht über das Gelsenkirchener Stadtgebiet.
Der nach Queren der Kurt-Schumacher-Straße (L 608) seine Richtung von Südwest nach Nordwest ändernde Kamm wird von der auf etwa 68 m eingetieften A 52 (⊙) unterbrochen, die einen „Gladbecker Rücken“ vom eigentlichen Buerschen Höhenrücken abtrennt. Der Kamm erreicht aber im Adlinghofer Feld, bereits knapp in Gladbeck (Stadtteil Mitte), wieder gut 84 m (⊙), nordwestlich davon sind es, minimal in Scholven, knapp 78 m (⊙).
In Zweckel wird auf etwa 65 m die Eisenbahntrasse in Richtung Dorsten gequert (⊙), westlich des Gladbecker Ortsteils wird bei Overhagen, bereits in Bottrop-Kirchhellen, der letzte, 77,3 m hohe Gipfel des Kamms erreicht (⊙), bis die in Nord-Süd-Richtung verlaufende Trasse der A 31 auf nur etwa 52 m den Naturraum nach Westen scharf begrenzt.

## Straßen

### Verkehrswege über den Rücken
Dem Vestischen Höhenrücken folgt, zunächst etwas nördlich der Kammlinie, aber in relativ konstanter Höhe, die Landesstraße 511 von Ost nach (Süd-)West. Sie erreicht den Rücken an der Oer-Erkenschwicker Horneburger Straße (in Recklinghausen: Dortmunder Straße), wird zur Devensstraße und zum Autobahnzubringer, in Alt-Herten zur Westerholter Straße, in Westerholt zur Hertener Straße, Bochumer Straße und Trogemannstraße, in Buer erneut zur Westerholter Straße, dann zu Ost- und Nordring und in Gladbeck zur Konrad-Adenauer-Allee, bis sie den Rücken nach Südwesten verlässt.
Dem östlichen Kamm des Recklinghauser Lößrückens folgt von Richtung Essel und Suderwich insbesondere der Lohweg; westlich jenseits der Innenstadt von Recklinghausen verbindet der Wersterholter Weg diese mit der Westerholter Straße in Herten, deren Hausnummerierung vom Westerholter Weg fortläuft.
Den Buerschen Rücken erreicht von Südosten her die B 226 als Cranger Straße, Vom-Stein-Straße und Vinckestraße.

### Den Rücken teilende Verkehrswege
Während die über den Recklinghäuser Stadtkern verlaufende Bahnstrecke Wanne-Eickel–Hamburg den Recklinghauser Rücken zweiteilt und den niedrigsten Pass über diesen darstellt, quert die A 43 den westlichen Höhenschwerpunkt unmittelbar zwischen den höchsten Punkten am Stübbenberg (Knappschaft) und den Wassertürmen Herten.
Die L 630, den Norden Westerholts als Storcksmährstraße erreichend, nach Süden verlängert um Hertener Straße, Bochumer Straße und Böningstraße, ist der zentrale Pass über den Gesamtrücken und Teiler zwischen Recklinghauser und Buerschem Rücken. Den Buerschen Rücken teilt wiederum die A 52 in einen Buerer Ostteil und einen Gladbecker Westteil.

### Steilste Straßen
Eine der steilsten Straßen des Rückens, der Recklinghäuser Höhenweg, verläuft unmittelbar über den Fritzberg. Zwischen der 107,5-m-Linie am Eingang des Friedhofs Ost und den Frankenweg am Rande Hillens auf etwa 83 m hat er auf 340 m Wegstrecke ein durchschnittliches Gefälle von 7,2 %, wobei für kurz auch um 10 % erreicht werden. Der Höhenweg ist allerdings abschnittsweise je nur von der Ostviertel- und der Hillener Seite befahrbar, während die Arenbergstraße im Westviertel zwischen ihrer Basis an der Dorstener Straße und dem Südende der Otto-Burrmeister-Allee auf 340 m Strecke von 73 m auf 94,6 m ansteigt, was im Mittel 6,5 % Gefälle bei ebenfalls in der Spitze 10 % bedeutet, durchgängig befahrbar ist.
Steilste Hauptstraße ist die Dorstener Straße, die unmittelbar nordwestlich des Abzweigs der Arenbergstraße noch einen eher flachen Hohlweg darstellt, indes zwischen der Gaststätte Am Rosengarten und dem Eingang zur Knappschaft auf 480 m Strecke von 78,9 m bis 105,5 m ansteigt. Dies bedeutet im Mittel 5,5 %, in der Spitze sogar 7 %.  Ein weiterer alter steiler Hohlweg ist der unterste, für Kraftfahrzeuge gesperrte Abschnitt der Straße Im Kuniberg, der auf 200 m von 72,5 m auf 85 m ansteigt, was im Mittel 6,25 %, in der Spitze 8 % Steigung bedeutet.
Der nach Osten auslaufende Rücken wird von der Esseler Straße gequert, die zwischen Essel und dem Abzweig des Lohwegs um 5 % und in Richtung Suderwich immer noch um 4 % erreicht. Der zum Ostviertel führende Haunersfeldweg erreicht am Westrand Essels um 5 %.
Gerade die Steilabfälle nach Essel und Suderwich legen nahe, dass die Dorfkerne größtenteils außerhalb des Rückens liegen und nicht, wie in der Kartierung von Blatt 95/96 Kleve/Wesel, komplett auf dem Rücken. Ähnliches gilt für die Recklinghäuser Innenstadt, die nicht nur am Kuniberg, sondern auch am Lohtor (zur Halterner Straße) und am Elper Weg unmittelbar von steileren Hängen gerahmt wird.

## Landmarken

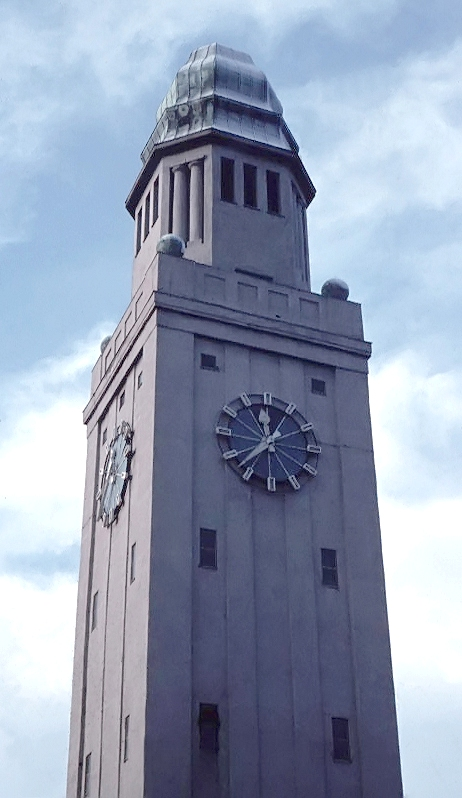
Turm des Rathauses Buer

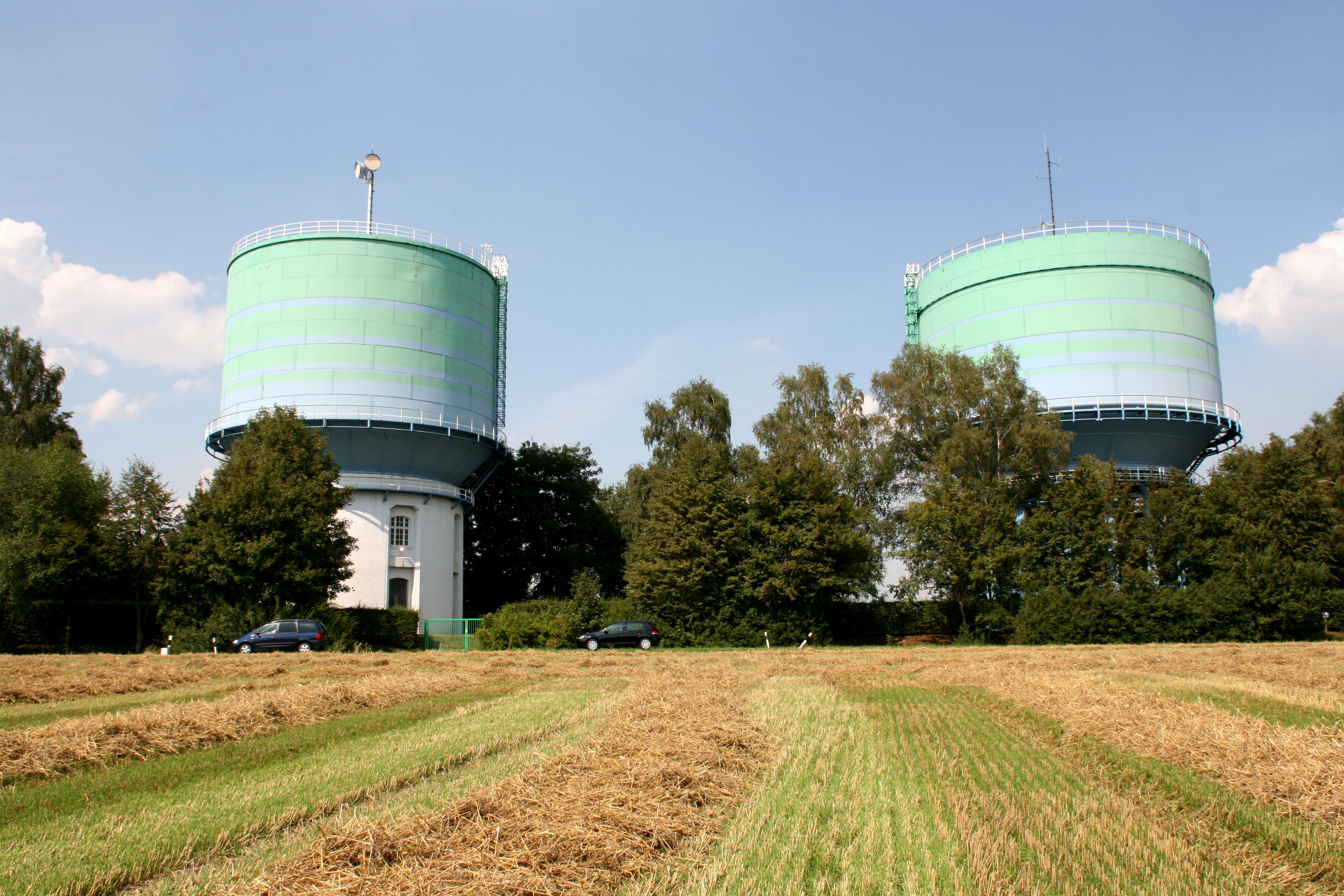
Wassertürme in Scherlebeck

Auf dem Vestischen Höhenrücken finden sich verschiedene bereits von Weitem sichtbare Landmarken – einige unter ihnen erreichen über 200 m ü. NHN – ganz vorne dabei die Windkraftanlagen auf der Halde Oberscholven, deren südliche den Rotor bis auf 325 m bewegt. Die nahen Schornsteine des Kraftwerks bringen es sogar auf 372 m. Die Windkraftanlagen in Börste im Norden von Recklinghausen haben eine Höhe von bis zu 195 m über dem Meeresspiegel, der Funkturm Recklinghausen knackt dank höchstmöglichem Standort bereits ohne Antenne die 200-m-Marke und war insofern dem 145 m hohen Schornstein des Fernheizkraftwerkes, als dieser noch stand und höchstes Bauwerk Recklinghausens war, insofern annähernd ebenbürtig. Unmittelbar nördlich des nach Osten auslaufenden Rückens steht, auf Erkenschwicker Stadtgebiet, die Windanlage Essel-Nord, die es auf über 250 m bringt.
Neben der Halde Oberscholven sind vor allem das Rathaus Buer, das Langenbochumer Fördergerüst von Schacht 4, die Wassertürme Herten, das Knappschaftskrankenhaus Recklinghausen und der Wasserturm Ost bekannte und weithin sichtbare Landmarken.
An wichtigen Landmarken finden sich auf dem Rücken von West nach Ost, also entgegen der Reihenfolge der Kammbeschreibung:
- Kraftwerk Scholven, Schornsteine von gut 302 m über Gelände (70 m), Kühltürme (⊙)
- Halde Oberscholven (bis 201,8 m, plus Windräder; ⊙)
  - Windkraftanlagen Halde Oberscholven; 2* Enercon E-82 E2 (98 m Nabenhöhe, 82 m Rotor), südliche auf 186 m (⊙)
- Halde Rungenberg, 115,3 m (⊙)
- Rathaus Buer, 64 m, auf 87 m (⊙)
- Fördergerüst Schacht 4 (Langenbochum), Zeche Schlägel & Eisen, 64 m, auf 91 m (⊙)
- Windkraftanlage Herten-Ried (Scherlebeck); bis 70 m Nabenhöhe, 48 m Rotordurchmesser; auf 79 m (⊙)
- Wassertürme Herten, auf 107 m (⊙)
- Knappschaftskrankenhaus Recklinghausen, auf etwa 105 m (⊙)
- Rodelberg („Molbeckberg“), Halde, 123,8 m ü. NHN (⊙)
- Windpark Recklinghausen (Speckhorn-Börste); 4* Enercon E-58; 72 m Nabenhöhe, 58 m Rotordurchmesser; südlichste auf 94 m (⊙)
- Fernmeldeturm Recklinghausen (Ostviertel, oberhalb Hillens), 90 m + Antenne, auf 111 m (⊙)
- Wasserturm Recklinghausen (neben Funkturm), auf 112 m (⊙)
- Windrad Essel, Enercon E-40 6.44 (bis 78 m Nabenhöhe; 44 m Rotordurchmesser); (⊙)
- Windrad Essel-Nord, Senvion 3.2M122; knapp außerhalb des Rückens, aber deutlich höher als die anderen Windräder (119 m Nabenhöhe, 122 m Rotordurchmesser), auf 71 m, knapp außerhalb (⊙)